# 索廖諾耶湖 (斯塔夫羅波爾邊疆區)
45°10′44″N 42°49′59″E / 45.1788°N 42.833°E
索廖諾耶湖（俄语：Солёное），是俄羅斯的湖泊，位於該國西南部斯塔夫羅波爾邊疆區，長2.3公里、寬1.3公里，面積2.84平方公里，海拔高度155米，平均水深0.6米。